# Guadalupe Yepes
Guadalupe Yepes (Argentina) es directora, guionista y productora que desarrolla contenido de series para los mercados estadounidense, latinoamericano y europeo.  Es miembro de la Academia de las Artes y Ciencias Cinematográficas de la Argentina.
Ganó el premio BBC, en el Mercado Ventana Sur. Ha desarrollado una trayectoria en la actoral en Argentina y Estados Unidos. Entre los programas de televisión destacan El Marginal (Netflix) y Poliladron (Prime Video).La película The Woman that Every Man Wants fue ganadora del Festival de Cine de Nueva York. Su primer largometraje, Corte, fue seleccionado en el Festival Internacional de Cine de Trieste, Venecia.
Su película Primer Round obtuvo 4 galardones internacionales y su cortometraje Reconocimiento recibió 12 premios internacionales.

## Filmografía[9]

### Directora
- 2020 - Directora,  guionista y coproductora largometraje de ficción Corte[10]
- 2018 - Directora, guionista y coproductora,  cortometraje de ficción Primer Round, ganador de 4 premios internacionales [11]
- 2016 - Directora y realizadora integral del cortometraje de ficción Reconocimiento, con el que ganó 12 premios internacionales

### Productora
- 2022 - Productora y productora ejecutiva largometraje Dos Manzanas[12]
- 2019 - Productora asociada del largometraje Don Atahualpa
- 2018 - Productora asociada del largometraje La casa acecha
- Productora cortometraje Who's way en EE. UU. con el subsidio de Kodak; Dubs y Panavision

### Actriz
Cine
- Barrefondo de DIR: Jorge Leandro Colás ROL: Mujer del Pejerrey.
- Salto de fe: ROL: Coprotagónico | DIR: Martín Reyes

- Omnición:  ROL: Coprotagónico | DIR: Alicia Muñoz

- Mi casa mis reglas, ROL: Coprotagónico | DIR: Jesús Álves
- Reconocimiento ROL: Protagónico | DIR: Celina Font  Best Actress • TMFF, USA, The Monthly Film Festival Award of Merit Leading Actress • The Indie Fest, USA
- Doppel ganger ROL: Coprotagónico | DIR: Williams Morales
- Sumergida ROL: Madre | DIR: Florencia Maisonave
- Domus ROL: Co-protagónica | DIR: Francesca Cantore
- Siniestro ROL: Anais | DIR: Lorena Ferrari
- The woman that everybody wants ROL: Sexy deaf woman | DIR: Gabriela Tagliavini
- Who's Way ROL: Protagónico | DIR: Martin Coppen
- Animosity ROL: Coprotagónico | DIR: Brad Stephens Bradley Studios
- Chupacabra ROL: Coprotagónico | DIR: Dusty Garza
- Men cry bullets ROL: Reparto | DIR: Tamara Hernández
- Wrinkles ROL: Coprotagónico | DIR: Alejandro ChomskyTribeca Film Center
- A 3 day diary ROL: Protagónico | DIR: Graduate Filmchool of Visual Arts, N.Y.

#### Televisión
- El marginal ROL: Vicky | Underground Producciones}
- La Poli ROL: Vicky | Underground Producciones
- Placas: ROL: Recurrente | Telemundo, Los Ángeles
- Now and future parents: ROL: Recurrente | DIR: Sam Powers | Public Broadcast Service
- Poliladrón: ROL: Actriz invitada | DIR: Fernando Spiner | Canal 13
- Ghost Riders:  ROL: Coprotagónico | Prince Romanoff Ent.
- New York Music ROL: Conductora | Piloto

### Teatro
- Los enredos de una casa.  ROL: Doña Ana | DIR: Margarita Galván Billingual Foundation of the Arts, L.A.
- La comedia del sangue ROL: Luccia | Creative Voices Theater, N.Y.
- King of comedy ROL: Protagónico | Village Gate, N.Y.
- A night of one acts ROL: Director | J.M. Studios, N.Y.